# Jacobus Arnoldus Dragten
Jacobus Arnoldus Dragten (Paramaribo, 4 november 1867 – aldaar, 27 oktober 1951) was een Surinaams medicus en politicus.
Hij slaagde in 1891 voor het examen districts-geneesheer waarna hij werkzaam was als geneesheer. Daarnaast was Dragten vanaf 1902 lid van de Koloniale Staten. In 1915 werd hij daar vicevoorzitter en in de periode van 1918 tot 1920 was hij daarvan de voorzitter. Hij zou tot begin 1921 Statenlid blijven en later dat jaar ging hij als geneesheer met pensioen. Dragten overleed in 1951 op 83-jarige leeftijd.